# Horley (Oxfordshire)
Horley è un villaggio e parrocchia civile dell'Inghilterra, appartenente alla contea dell'Oxfordshire.